# Мареш (Арђеш)
Мареш (рум. Mareș) насеље је у Румунији у округу Арђеш у општини Албота. Oпштина се налази на надморској висини од 310 m.

## Становништво
Према подацима из 2002. године у насељу је живело 1087 становника, од којих су сви румунске националности.